# سوسن داوید
سوسن داوید (نام علمی: Lilium davidii) نام یک گونه از سرده سوسن است.